# Schloss von Lojsta
Das Schloss von Lojsta (schwedisch Lojsta Slott) ist eine Burgruine im Kirchspiel (schwedisch socken) Stånga auf der schwedischen Insel Gotland. Das Schloss von Lojsta ist, anders als der Name vermuten lässt, nicht eine Burg oder ein Schloss im eigentlichen Sinne. Es war im Mittelalter eine Verteidigungsanlage, die auf einer Insel in einem kleinen See in der Mitte von Gotland lag.
Man vermutet, dass die Festung von den Vitalienbrüderm, die den damaligen gefangenen schwedischen König Albrecht IV. von Mecklenburg unterstützten, benutzt wurde. Die Vitalienbrüder waren Piraten, die Gotland als ihre Basis nutzten. 1404 wurden sie vom Deutschen Ritterorden besiegt und gezwungen, das Schloss von Lojsta und ihre anderen beiden Stützpunkte auf Gotland aufzugeben.
Heute ist von dieser Festungsanlage nicht viel erhalten. Zu Beginn des 20. Jahrhunderts untersuchten Archäologen die Gegend, aber ihre Theorien werden heute in Frage gestellt, zum Beispiel über Hausfundamente in der Festung. Die Gebäude waren höchstwahrscheinlich aus Holz gebaut; heute findet sich davon keine oberirdische Spur mehr.
Die Festung war von einem ausgehobenen Graben umgeben, der zusammen mit einem Damm und einer Palisade den inneren Hofraum der Festung vom äußeren trennte. Heute ist der Wasserspiegel des Sees etwa 2,5 Meter niedriger als im Mittelalter, und der See ist in drei kleinere geteilt. Als die Festung in Gebrauch war, besaß sie eine Zugbrücke zum Festland, von der noch Reste zu sehen sind. Heute sind die Überreste der Festung auf dem Landweg erreichbar.